# Ned Bellamy
Ned Bellamy (Dayton (Ohio), 7 mei 1957) is een Amerikaans acteur.

## Biografie
Bellamy werd geboren in Dayton (Ohio) en groeide op in Joplin (Missouri) en La Jolla. Hij heeft gestudeerd aan de universiteit van Californië in Los Angeles. Na zijn studie werd hij lid van een theatergezelschap.

## Filmografie

### Films
Uitgezonderd korte films.
- 2023: Family Switch - als Hanes
- 2022: Blonde - als Doc Fell
- 2022: Father Stu - als dr. Novak
- 2018: An L.A. Minute - als Ross Brandt
- 2017: Blood Money - als ranger
- 2015: Dragon Blade - als Octavius
- 2014: Wall Street - als Haden Sykes
- 2013: Wish You Well – als George Davis
- 2013: Watercolor Postcards – als Cricket
- 2012: Django Unchained – als Wilson
- 2012: The Possession – als Trevor
- 2012: The Paperboy – als Tyree Van Wetter
- 2012: Crazy Eyes – als Bob
- 2012: Small Apartments – als EMT / Daniel
- 2008: Twilight – als Waylon Forge
- 2008: War, Inc. – als Ooq-Yu-Fay Taqnufmini / Zubleh
- 2007: Wind Chill – als chauffeur sneeuwploeg
- 2007: Skills Like This – als oom Morris
- 2006: Tenacious D in the Pick of Destiny – als beveiligingsagent
- 2006: One Way – als Steve Dorn
- 2006: The Contract – als Evans
- 2006: Two Tickets to Paradise – als Stan
- 2005: London – als Luke
- 2005: The Ice Harvest – als Sidney
- 2005: Lords of Dogtown – als Peter Darling
- 2004: The Whole Ten Yards – als man in restaurant
- 2004: Saw – als Jeff
- 2003: Runaway Jury – als Jerome
- 2001: Antitrust – als Phil Grimes
- 2000: Desperate But Not Serious – als roze man
- 2000: Charlie's Angels – als regisseur Red Star Systems
- 2000: Takedown – als Tom Fiori
- 1999: Bats – als burgemeester Reid
- 1999: Being John Malkovich – als Derek Mantini
- 1999: Mystery Men – als Funk
- 1999: Cradle Will Rock – als Paul Edwards
- 1999: The Jack Bull – als Kermit Dover
- 1999: Angel's Dance – als rechercheur
- 1997: Con Air – als helikopterpiloot
- 1997: That Darn Cat – als agent
- 1997: The Player – als ??
- 1996: A Pig's Tale – als Scrappy
- 1994: Cobb – als Ray
- 1994: Ed Wood – als Dr. Tom Mason
- 1994: The Shawshank Redemption – als beveiliger Youngblood
- 1994: Floundering – als telefoonboek
- 1993: Carnosaur – als Fallon
- 1993: Twenty Bucks – als bowlingbaan ondernemer
- 1992: In the Deep Woods – als Jerome Spears
- 1992: Bob Roberts – als Uzi Kornhauser
- 1992: Universal Soldier – als FBI Agent
- 1992: House IV – als Lee
- 1991: Writer's Block – als Lenny
- 1991: Runaway Father – als beveiliger
- 1991: Deadly Desire – als Sparrow
- 1990: Fatal Charm – als Adolph
- 1990: Gunsmoke: The Last Apache – als kapitein Harris
- 1989: Wired – als Paul Forrest
- 1988: The Night Before – als Tuff
- 1987: Desperate – als agent Carter
- 1983: I Want to Live – als Jerry

### Televisieseries
Uitgezonderd eenmalige gastrollen.
- 2023: Ghosts of Beirut - als William Casey (2 afl.)
- 2022: Made for Love - als Leroy Fisk (2 afl.)
- 2014: Resurrection – als Samuel Catlin (3 afl.)
- 2013: Justified – als Gerald Johns (5 afl.)
- 2013: Under the Dome – als Eerwaarde Lester Coggins (4 afl.)
- 2011–2013: Treme – als Vincent Abreu (5 afl.)
- 2008–2011: WordGirl – als coach (3 afl.)
- 2008–2009: Terminator: The Sarah Connor Chronicles – als Ed Winston (3 afl.)
- 2006–2007: The Unit – als Lewis (3 afl.)
- 2007: Jericho – als deputy Perkins (2 afl.)
- 2004–2007: Scrubs – als dr. Green (2 afl.)
- 2006: ER – als rechercheur (2 afl.)
- 1988: Knots Landing – als Vincent Donnely (2 afl.)

- Biblioteca Nacional de España: XX5539044
- Gemeinsame Normdatei: 1062141733
- International Standard Name Identifier: 0000 0001 2076 1390
- Library of Congress Control Number: n2011039246
- Virtual International Authority File: 171809895
- WorldCat: E39PBJxMfYcJMpcRjhWrvkvT73